# 伊加拉佩阿蘇
1°7′37″S 47°37′4″W / 1.12694°S 47.61778°W
伊加拉佩阿蘇（葡萄牙語：Igarapé-Açu），是巴西的城鎮，位於該國北部，由帕拉州負責管轄，始建於1906年10月26日，面積785.98平方公里，海拔高度50米，2012年人口36,414，人口密度每平方公里46.33人。